# Paul Goldschmidt

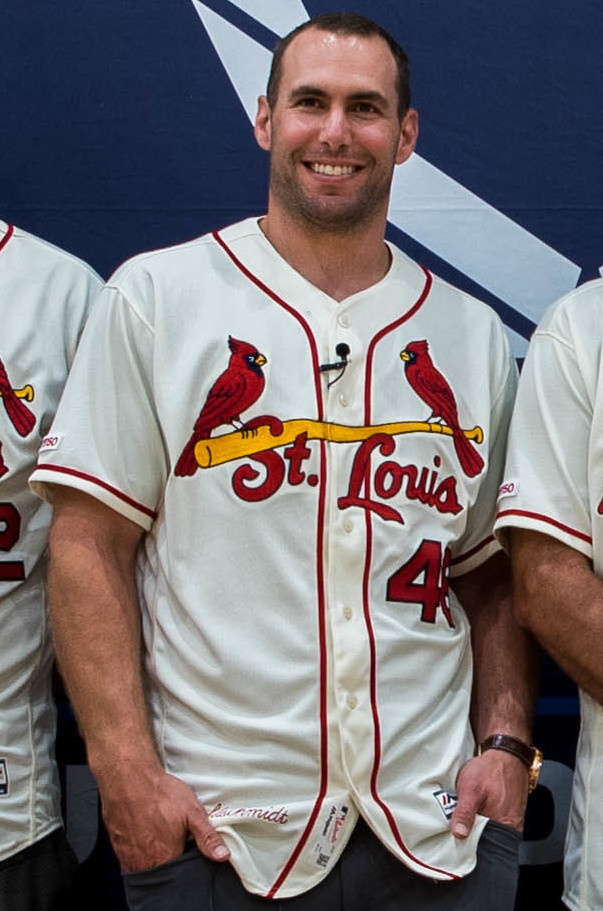
Paul Goldschmidt, 2019.

Paul Edward Goldschmidt, född 10 september 1987 i Wilmington i Delaware, är en amerikansk professionell basebollspelare som spelar som förstabasman för St. Louis Cardinals i Major League Baseball (MLB). Han har tidigare spelat för Arizona Diamondbacks.
Han draftades av Arizona Diamondbacks i 2009 års MLB-draft.
Goldschmidt har vunnit fyra Silver Slugger Awards och tre Gold Glove Awards.